# کوئینتن هرمانز
کوئینتن هرمانز (انگلیسی: Quinten Hermans؛ زادهٔ ۲۹ ژوئیهٔ ۱۹۹۵) دوچرخه‌سوار اهل بلژیک است. کوئینتن هرمانز یک دوچرخه سوار حرفه‌ای بلژیکی است که در سال ۱۹۹۵ متولد شد. او به عنوان یک دوچرخه سوار جاده، تخته‌سنگی و CX در حال فعالیت است. او در سال ۲۰۱۵ به عنوان یکی از بازیکنان حرفه‌ای تیم Telenet-Fidea Lions فعالیت خود را شروع کرد.
از باشگاه‌هایی که در آن بازی کرده‌است می‌توان به وانتی–گروپ گوبر اشاره کرد.

## فعالیت
در فصل مسابقات ۲۰۱۸–۲۰۱۹، هرمانز در مسابقات بین‌المللی CX خود به نتیجه‌های خوبی رسید. او در مرحله‌های مختلف رویدادهای CX بارها موفق به کسب رتبه اول شد و به همین دلیل از او به‌عنوان یکی از کاندیدای مهم در المپیک توکیو ۲۰۲۰–۲۰۲۱ صحبت می‌شود. در مسابقات جهانی CX سال ۲۰۱۹، او در مجموع ۹ نمره جمع کرد و شایستگی خود در استقرار در طبقه برتر فهرست این ورزش را به اثبات رساند. در آوریل ۲۰۲۱، هرمانز به عنوان یکی از بازیکنان تیم Intermarché-Wanty-Gobert Matériaux قرارداد بست.